# Pszaniec
Pszaniec (ukr. Пшонець) – wieś na Ukrainie w rejonie stryjskim (do 2020 roku w rejonie skolskim) obwodu lwowskiego.